# ホーリック

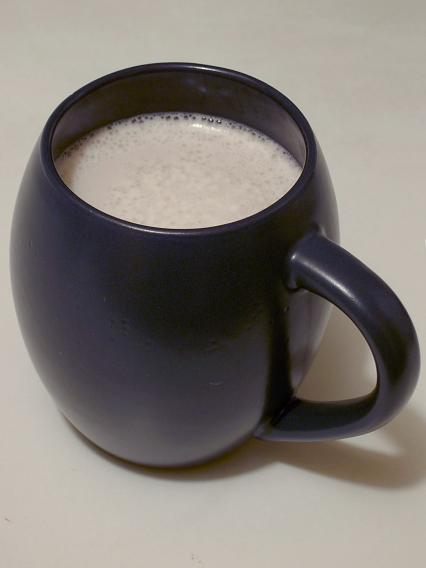

ホーリック (Horlicks) は、イギリスのグラクソ・スミスクライン (Glaxo Smith Kline) 社が製造、販売する粉末麦芽乳飲料のブランド。
就寝前に飲むと睡眠を促し、安眠できるとして、欧米では夜に飲む消費者が多い。
香港の茶餐廳と呼ばれる喫茶レストランやファストフード店では、「好立克」（広東語 ホウラーッハッ、北京語 ハオリークー）の名で定番のドリンクメニューとなっている。他には、オーストラリア、インド、シンガポールなど、旧イギリス植民地でポピュラーな飲み物となっている。

## 歴史
1873年に薬剤師のジェームズ・ホーリック (James Horlick) とウイリアム・ホーリック (William Horlick) の兄弟がアメリカのシカゴにJ & W Horlicks社を設立し、幼児用の麦芽飲料の製造を開始し、1883年には湯で溶くタイプの麦芽飲料の特許をアメリカで取得した。

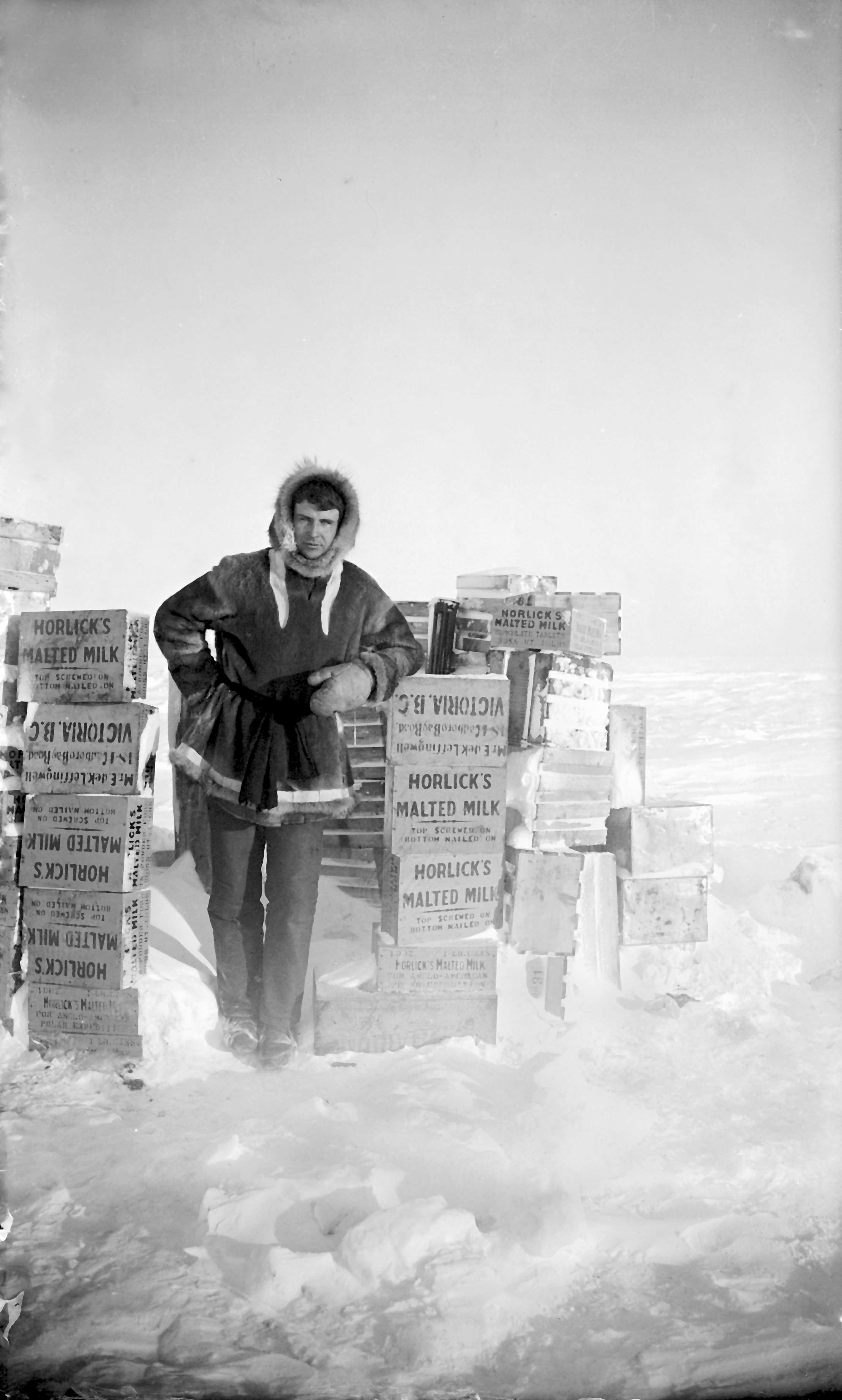
1910年頃、アラスカ州のフラックスマン島にて、ホーリック社の麦芽乳のケースの前でポーズを取るアーネスト・デ・コーヴェン・レッフィングウェル

1909年アメリカのロバート・ピアリーらが犬ぞりで北極点に到達し、また、1911年にはノルウェーのロアール・アムンセンとイギリスのロバート・スコットが南極点到達を競った際にも携行した飲料として有名になった。
1969年にはビーチャム社の傘下に入り、後の親会社の相次ぐ合併の結果、現在のグラクソ・スミスクライン傘下に入ることとなった。

## 関連商品
イギリスではHorlicks Tabletsと称する錠剤状の麦芽入り食品が販売されていたが、現在は市場から姿を消し、マレーシアにおいて作られているHorlicks Malties tabletsという名の商品が主にインドで販売されている。

## 俗語
イギリスでは「滅茶苦茶」を意味する俗語としても使われた。